# Henriettea tuberculosa
Henriettea tuberculosa är en tvåhjärtbladig växtart som först beskrevs av John Donnell Smith, och fick sitt nu gällande namn av Louis Otho Otto Williams. Henriettea tuberculosa ingår i släktet Henriettea och familjen Melastomataceae. Inga underarter finns listade i Catalogue of Life.